# Abbi Jacobson
Abbi Jacobson, född 1 februari 1984 i Wayne i Delaware County, Pennsylvania, är en amerikansk komiker, skådespelare, manusförfattare, illustratör och producent. Hon är känd för att tillsammans med Ilana Glazer ha skapat och spela huvudrollen i komediserien Broad City.
År 2006 tog hon examen från Maryland Institute College of Art där hon bland annat studerat stå upp-komik. Efter examen flyttade hon till New York där hon började ta lektioner vid Atlantic Theater Company och Upright Citizens Brigade Theatre och lärde känna Ilana Glazer. År 2009 år började hon och Glazer spela in Broad City som en webserie där de spelade fiktiva versioner av sig själva. 2011 beställde TV-kanalen Comedy Central ett pilotavsnitt av serien och 2014 hade den premiär på kanalen.